# Quebrada El Ciprián
Quebrada El Ciprián es un corregimiento del distrito de Las Minas en la provincia de Herrera, República de Panamá. La población tiene 919 habitantes (2010).